# Rudolf Schädler (Politiker)
Rudolf Schädler (* 20. Februar 1845 in Vaduz, Liechtenstein; † 26. Januar 1930 ebenda) war ein Liechtensteiner Arzt und Politiker.

## Leben
Als Sohn des Arztes und Politikers Karl Schädler geboren, studierte Rudolf Schädler nach dem Besuch der Gymnasien in Feldkirch, Einsiedeln und Neuburg Medizin in Freiburg im Breisgau und Wien. Während seines Studiums wurde er 1864 Mitglied der Freiburger Burschenschaft Teutonia. 1869 wurde er zum Dr. med. promoviert und arbeitete dann als praktischer Arzt in Vaduz, wo er die Praxis seines Vaters übernahm.

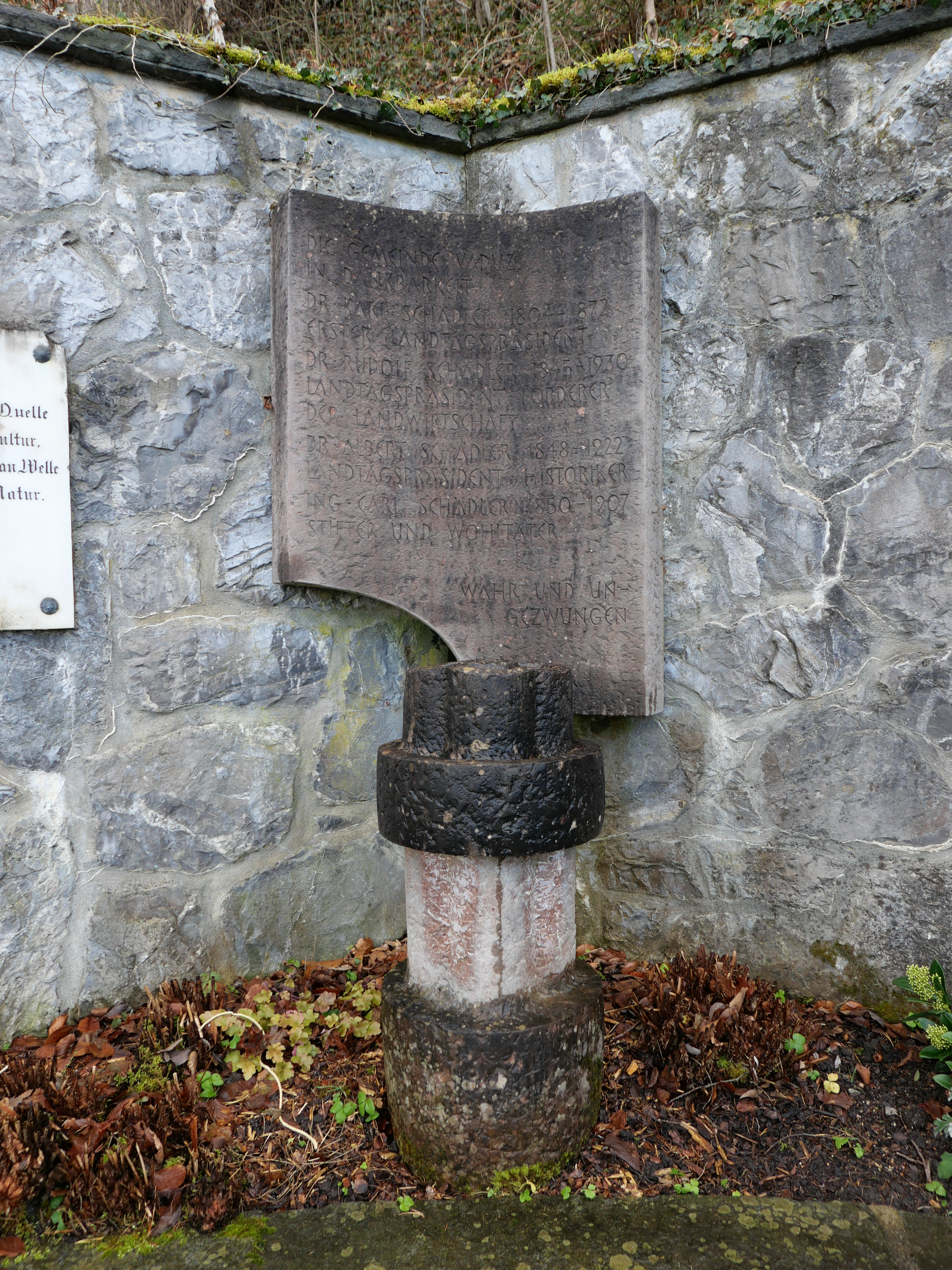
Die Gedenktafel auf dem Friedhof Vaduz

Von 1872 bis 1877 gehörte er als Abgeordneter dem Landtag an, dessen Präsident er 1877 war. Von 1873 bis 1877 war er als Redakteur und Herausgeber der Liechtensteinischen Wochenzeitung tätig. 1885 war er an der Gründung des Landwirtschaftlichen Vereins Liechtenstein beteiligt und bis 1920 dessen Präsident. 1895 organisierte er mit seinen Brüdern zusammen die 2. Liechtensteinische Landesausstellung. Er war auch Mitglied des Landesschulrats. 1895 kaufte der das Kurhaus Gaflei und wurde zu einem der Pioniere des Liechtensteinischen Fremdenverkehrs. 1920 wurde er Aufsichtsratsmitglied der neugegründeten Bank von Liechtenstein.
Seine Brüder waren Albert Schädler, der ebenfalls Arzt und Landtagspräsident wurde, und der Ingenieur Carl Schädler, der gleichfalls Landtagsabgeordneter wurde und sich vor allem als Mäzen hervortat. Schädlers Tochter Maria war mit dem Künstler und Architekten Egon Rheinberger verheiratet. Sein Sohn war der Komponist und Holzbildhauer Rudolf Schädler, der 1933 als einer der führenden Nationalsozialisten des Fürstentums eine Schlüsselrolle bei dem antisemitisch motivierten Entführungsversuch der jüdischen Brüder Alfred und Fritz Rotter spielte und 1938 ein Mitgründer der NS-Partei Volksdeutsche Bewegung in Liechtenstein war.
Die Gemeinde Vaduz brachte «in Dankbarkeit» auf dem Friedhof eine Gedenktafel für Schädler, seinen Vater und seine beiden Brüder an. Sie trägt die Aufschrift: 

«WAHR UND UNGEZWUNGEN»